# Радченко Артем Олегович
Арте́м Оле́гович Ра́дченко (нар. 2 січня 1995, Харків, Україна) — український футболіст, нападник. Екс-гравець молодіжної та юнацьких збірних України.

## Клубна кар'єра

### «Металіст»
Вихованець академії харківського «Металіста». В дитячо-юнацькій футбольній лізі України виступав з 2008 по 2010 рік. У 2009 році став бронзовим призером та найкращим нападником турніру.
Узимку 2011 року перейшов до молодіжного складу «Металіста», дебютував за який 4 березня 2011 року у виїзному поєдинку проти «Ворскли». 14 травня того ж року відзначився першим забитим м'ячем у молодіжній першості України, вразивши в Харкові ворота «Іллічівця» (3:1). Загалом у сезоні 2010/11 провів у складі «молодіжки» харків'ян 8 поєдинків та відзначився 1 забитим м'ячем.
В основному складі «Металіста» дебютував 21 вересня 2011 року в матчі 1/16 фіналу розіграшу Кубка України проти «Берегвідейка», вийшовши на другий тайм замість Хонатана Кристальдо. 30 листопада того ж року Артем отримав перший єврокубковий досвід, з'явившись на полі вже в доданий час матчу Ліги Європи проти віденської «Аустрії».
Дебют Радченка у Прем'єр-лізі відбувся 14 квітня 2012 року у грі проти маріупольського «Іллічівця», в якій він з'явився на полі на 78-й хвилині замість Себастьяна Бланко. Дебютувавши в цьому матчі, Артем став наймолодшим гравцем Прем'єр-ліги сезону 2011/12 та першим гравцем 1995 року, що зіграв у чемпіонатах України.

### «Хайдук»
У березні 2015 року розірвав контракт із «Металістом» та певний час перебував у пошуках нового клубу, допоки не з'явився в розташуванні ужгородської «Говерли». Ходили чутки, що з 1 липня 2015 року в Радченка підписано контракт із турецьким «Фенербахче», однак, так і не зігравши за ужгородський клуб жодного матчу в Прем'єр-лізі, Артем перейшов до лав хорватського «Хайдука». 7 серпня 2016 року Радченко став винуватцем автомобільної аварії в Хорватії. У крові українця виявлено вміст алкоголю в 3,3 проміле. З цієї причини «Хайдук» розірвав з гравцем контракт 11 серпня 2016 року.

### Подальша кар'єра
У квітні 2017 року став гравцем команди чемпіонату Харківської області АФК «Безруки».
У вересні 2018 року був заявлений за МФК «Миколаїв» і провів в клубі півтора сезони.
На початку 2020 року перейшов у латвійську «Єлгаву».
18 березня 2021 року був заявлений за дніпровську «Перемогу».

## Досягнення
- Брав участь у «срібному» (2012/13) та двох «бронзових» (2011/12, 2013/14) сезонах «Металіста», однак у кожному з цих сезонів з'являвся на полі лише у одному матчі, чого замало для отримання медалей

## Статистика виступів
Статистичні дані наведено станом на 4 жовтня 2014 року
| Сезон                | Команда              | Чемпіонат            | Чемпіонат | Чемпіонат | Кубок | Кубок | Кубок | Єврокубки | Єврокубки | Єврокубки | Інші кубки | Інші кубки | Інші кубки | Всього | Всього |
| Сезон                | Команда              | Змаг.                | Матчі     | Голи      | Змаг. | Матчі | Голи  | Змаг.     | Матчі     | Голи      | Змаг.      | Матчі      | Голи       | Матчі  | Голи   |
| -------------------- | -------------------- | -------------------- | --------- | --------- | ----- | ----- | ----- | --------- | --------- | --------- | ---------- | ---------- | ---------- | ------ | ------ |
| 2011—2012            | «Металіст»           | ПЛ                   | 1         | 0         | КУ    | 1     | 0     | ЛЄ        | 1         | 0         | СКУ        | —          | —          | 3      | 0      |
| 2012—2013            | «Металіст»           | ПЛ                   | 1         | 0         | КУ    | 1     | 0     | ЛЄ        | 0         | 0         | СКУ        | —          | —          | 2      | 0      |
| 2013—2014            | «Металіст»           | ПЛ                   | 1         | 0         | КУ    | 1     | 0     | ЛЧ        | 0         | 0         | СКУ        | —          | —          | 2      | 0      |
| 2014—2015            | «Металіст»           | ПЛ                   | 7         | 0         | КУ    | 2     | 0     | ЛЄ        | 5         | 0         | СКУ        | —          | —          | 14     | 0      |
| Всього в «Металісті» | Всього в «Металісті» | Всього в «Металісті» | 10        | 0         |       | 5     | 0     |           | 6         | 0         |            | 0          | 0          | 21     | 0      |
| 2015—2016            | «Хайдук»             | 1Л                   | 4         | 0         | КХ    | 0     | 0     | ЛЄ        | 2         | 0         | —          | —          | —          | 6      | 0      |
| Всього в «Хайдуку»   | Всього в «Хайдуку»   | Всього в «Хайдуку»   | 4         | 0         |       | 0     | 0     |           | 2         | 0         |            | 0          | 0          | 6      | 0      |
| 2017—2018            | «Дніпро» М           | ВЛ                   | 7         | 0         | КБ    | 2     | 0     | —         | —         | —         | —          | —          | —          | 9      | 0      |
| Всього в «Дніпрі» М  | Всього в «Дніпрі» М  | Всього в «Дніпрі» М  | 7         | 0         |       | 2     | 0     |           | 0         | 0         |            | 0          | 0          | 9      | 0      |
| Всього за кар'єру    | Всього за кар'єру    | Всього за кар'єру    | 21        | 0         |       | 7     | 0     |           | 8         | 0         |            | 0          | 0          | 36     | 0      |